# Sebastià Junyent

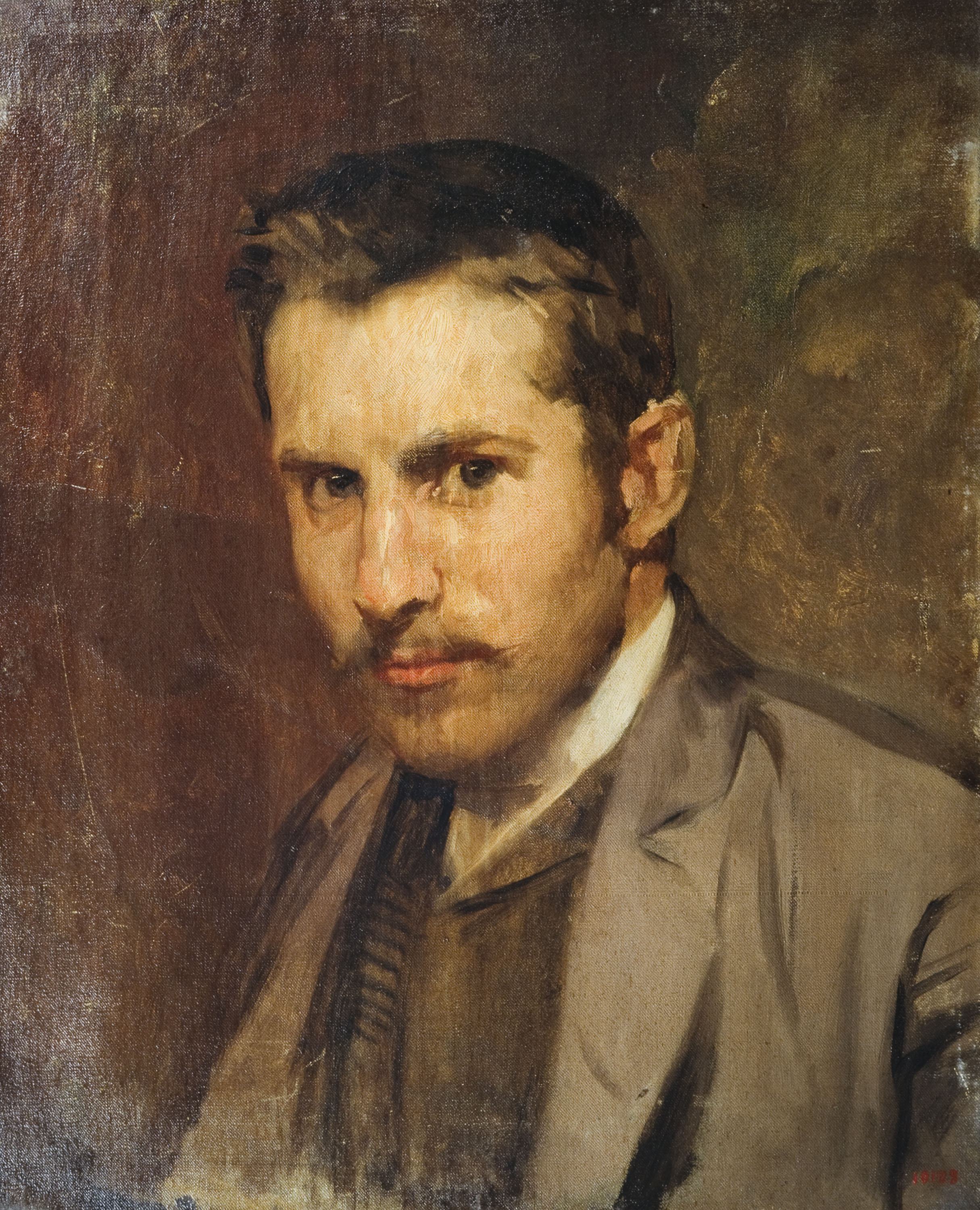
Retrato del pintor Sebastià Junyent por Antonio Caba. Óleo sobre lienzo, 42,5 x 34 cm. Barcelona, Museo Nacional de Arte de Cataluña

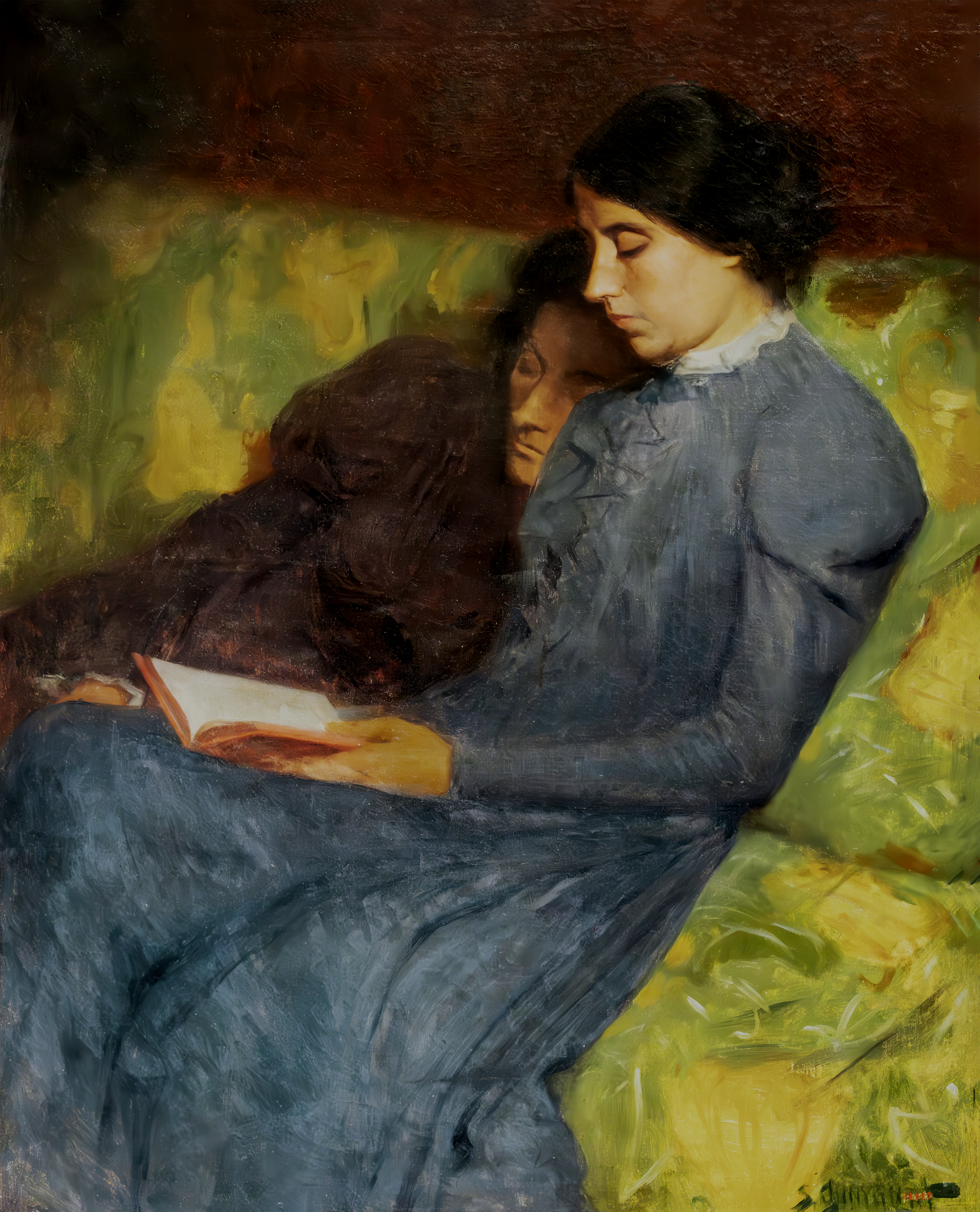
Clorosis, óleo sobre lienzo, 99,5 x 77,5 cm, Barcelona, MNAC.

Sebastià Junyent Sans (Barcelona, 1865-1908) fue un pintor, crítico de arte e ilustrador modernista español.

## Biografía y obra
Sebastià Junyent se formó en la escuela de la Lonja donde siguió las enseñanzas de Antoni Caba y obtuvo una beca para proseguir estudios en París de 1888 a 1892. Cultivó la pintura de género y el paisaje. Hombre culto y diseñador de piezas de orfebrería y muebles a la vez que pintor, en pintura no acabó de forjarse un estilo propio, oscilando entre el realismo y el simbolismo. Tenía su estudio en la calle Bonavista, cerca de la residencia de Gaspar Homar, con quien tuvo estrecho contacto profesional. Con él también colaboraron de forma regular su hermano Oleguer Junyent y Josep Pey.
Fue amigo y protector del joven Picasso, a quien conoce en París en 1900 y con quien compartió inquietudes artísticas a su paso por Barcelona en 1903-1904. De esa relación queda la acuarela El loco que Picasso dedicó  A mi buen amigo Sebastian Junyent, dos retratos de Junynet hechos por Picasso (uno de ellos en el Museo Picasso de Barcelona) y el retrato que Junyent hizo de Picasso con La vida, el cuadro en el que por entonces trabajaba, al fondo.
Junyent colaboró con la revista Joventut con una serie de artículos sobre estética y fue uno de los más decididos defensores de la joven generación postmodernista catalana.
En 1906 ingresó en el Instituto Frenopático de les Corts donde falleció poco más tarde.
Obras de Sebastià Junynet se conservan en el MNAC, donde con los óleos titulados Clorosis, Mujer leyendo y La promesa, se conservan algunos de los muebles art nouveau por él diseñados, y en la Biblioteca Museo Víctor Balaguer (Figura).